# Hooka Hey
Hooka Hey är ett seriealbum om pälsjägaren Buddy Longway. Utgiven i original 1986 och på svenska 1986.

## Återkommande karaktärer
- Lilla Vargen
- Grå Molnet, siouxindian